# شرط اول
شرط اول فیلمی به کارگردانی مسعود اطیابی و تهیه‌کنندگی محمد کمالی‌پور و نویسندگی شهاب عباسی محصول سال ۱۳۸۸ است.

## خلاصه داستان
فیلم قصهٔ فردی به نام بهرام را روایت می‌کند که در یک حادثه، دچار مرگ مغزی می‌شود و با یک معجزه دوباره به زندگی برمی‌گردد که دراین‌بین اتفاقات خنده‌داری می‌افتد…

## عوامل
نویسنده: شهاب عباسی، مدیر تولید: پیمان جعفری، طراح گریم: مهری شیرازی، صدابردار: وحید سلطانی، طراح صحنه و لباس: سعید اسدی، برنامه‌ریز و دستیار اول کارگردان: حمیدرضا علیپور، منشی صحنه: غزل رشیدی، عکاس: محمد فوقانی، مژده مرادی، روابط عمومی: بهناز شیربانی، تدوین: نازنین مفخم، صداگذاری: رحیمه شجاعی، مدیر تدارکات: فواد بوربور.

## بازیگران
- کامبیز دیرباز
- اکبر عبدی
- الناز شاکردوست
- سیروس گرجستانی
- نگار فروزنده
- پروین قائم مقامی
- فرهاد بشارتی
- امیر مهدی کیا
- شهاب عباسی